# 吉野和剛
吉野 和剛（よしの かずたか、1978年10月15日 - 2017年4月10日）は、日本のパフォーマー。トライアングル・コネクション代表取締役。妻は小栗旬の姉で小栗了の妹の小栗麻梨。

## 人物
大阪府出身、仙台大学卒業。小学6年生から千葉県の体操教室で体操を始める。
千葉県浦安市にあった『シルク・ドゥ・ソレイユ シアター東京（現・舞浜アンフィシアター）』のシルク・ドゥ・ソレイユ常設ショー『ZED』に、2009年よりチャイニーズポールのキャストとして出演していた。ZEDへの日本人の出演は、チャイニーズポールでは初、全体でも稲垣正司に続き2人目であった。2011年より、米国ラスベガスの常設ショー『Mystère』にチャイニーズポールで出演している。2014年公開の日本映画『ルパン三世』に傭兵サーベル役として出演。
舞浜アンフィシアターで2017年7月から開演予定だった舞台『ライブ・インパクト 進撃の巨人』に向け、アクロバット監督兼出演者として準備していたが、同年4月10日、使用を検討していたワイヤーアクション装置を使いシアター内で自ら宙づり状態になって点検しているさなか、約10メートルの高さから転落し死去した。吉野が事故死したことを受けて13日午後、同公演の中止が公式サイトで発表された。